# João Pedro (Fußballspieler, 2001)
João Pedro, bürgerlich João Pedro Junqueira de Jesus (* 26. September 2001 in Ribeirão Preto), ist ein brasilianischer Fußballspieler. Seit Juli 2025 steht der Stürmer beim FC Chelsea unter Vertrag.

## Karriere

### Fluminense
Noch bevor João Pedro einen einzigen Einsatz in der ersten Mannschaft vom Fluminense FC aus Rio de Janeiro absolvierte, sicherte sich am 19. Oktober 2018 der englischen Erstligist FC Watford die Rechte des damals erst 17-jährigen Stürmers. Bei den Hornets unterzeichnete er einen Fünfjahresvertrag, der nach seiner Ankunft am 1. Januar 2020 gültig wird. Er folgte dem Beispiel von Richarlison, der im Sommer 2017 ebenfalls von Fluminense zu Watford transferiert wurde und dort schnell seinen Durchbruch auf europäischer Bühne feierte. Sein Debüt bei Fluminense gab er am 28. März 2019 beim berüchtigten Fla-Flu-Derby gegen den Stadtrivalen Flamengo in der Staatsmeisterschaft von Rio de Janeiro, welches mit 1:2 verloren ging. Sein Ligadebüt gab er am 18. Mai 2019 beim 4:1-Heimsieg gegen den EC Cruzeiro, bei dem er nach seiner Einwechslung noch zwei späte Tore beisteuern konnte. Sechs Tage später debütierte er auch in der Copa Sudamericana 2019 und führte sein Team mit einem Hattrick und einer Vorlage im Alleingang zum 4:1-Heimsieg gegen den kolumbianischen Vertreter Atlético Nacional.

### Watford
Im Januar 2020 wechselte er zum FC Watford. Seinen ersten Einsatz für Watford bestritt João Pedro im FA Cup. In der dritten Runde des Wettbewerbs 2019/20 traf sein Klub am 4. Januar 2020 zuhause auf den Tranmere Rovers. In dem Treffen wurde er nach der Halbzeitpause für Nathaniel Chalobah eingewechselt.

### Brighton & Hove Albion
Im Juni 2023 wechselte er für 30 Millionen Pfund zu Brighton & Hove Albion und unterschrieb dort einen Vertrag bis 2028.

### FC Chelsea
Im Juli 2025 wechselte er zum FC Chelsea.

## Nationalmannschaft
Im November 2023 wurde João Pedro in den A-Kader Brasiliens für die Spiele um die WM-Qualifikation 2026 im November 2023 berufen. Im Spiel gegen Kolumbien am 16. November wurde Paulinho in der 68. Minute für Rodrygo eingewechselt.